# Prémio Fontane
O Prémio Fontane era a categoria literária dos Prémios de Artes de Berlim. Este foi assim denominado devido ao seu predecessor, atribuído pela primeira vez em 1913 com o nome Prémio Theodor Fontane de Arte e Literatura e, assim batizado, em homenagem a Theodor Fontane.

## História
No ano 1948, a entrega dos Prémios de Artes de Berlim – Jubiläumsstiftung 1848/1948 foi concedida sem o auxílio de quaisquer critérios de atribuição e sem a realização de um júri, mas apenas pelo Senador da Educação [na cidade-Estado de Berlim correspondente ao ministro da Educação]. Assim, os primeiros prémios de artes só foram entregues nas áreas das artes cénicas e da música, mas não da literatura.
Só após a adoção de estatutos de atribuição do prémio é que foi incluído um “Prémio da Literatura” no artigo 20 dos mesmos. Este integrava três prémios do mesmo valor:
- O Prémio Fontane, o qual seria atribuído ao autor de um romance “que enalteceu os ideais democráticos de liberdade e humanidade de uma forma artisticamente convincente”, no aniversário da morte de Fontane, a 20 de setembro;
- O Prémio de Drama, “atribuído ao autor da melhor obra dramática do ano anterior”;
- O Prémio Literário Berlinense, atribuído ao autor de uma obra literária “publicada por uma editora berlinense”, desde que não seja um romance ou uma obra cénica.

Dado que a divisão do prémio se revelou incongruente, pela primeira vez, em 1949, apenas o Prémio Fontane foi entregue a Hermann Kasack pelo seu romance A cidade para lá do rio (em alemão, Die Stadt hinter dem Strom). Em 1950, nenhum Prémio da Literatura foi atribuído. Por decisão do Senado [governo de Berlim], a 14 de fevereiro de 1951, a divisão do prémio foi abolida e a data de entrega adiada para o mês de março. Desde então, o prémio literário seria atribuído como “Prémio Fontane para obras de qualquer género literário”. Em 1960, a poetisa Mascha Kaléko deveria ter recebido o Prémio Fontane, todavia esta recusou, pois, um membro do júri era um antigo membro da Schutzstaffel, Hans Egon.
A RDA (República Democrática Alemã) também decidiu continuar com a entrega deste prémio histórico, atribuído já desde 1913: A partir de 1954, o Conselho Distrital de Potsdam (Rat des Bezirks Potsdam) decidiu conceder um prémio com o nome Prémio Theodor Fontane para Arte e Literatura.
O anúncio dos vencedores do Prémio Fontane, uma das categorias dos Prémios de Artes de Berlim, foi feito pelo Senado de Berlim [órgão executivo que governa a cidade] por recomendação de um júri maioritariamente composto por figuras políticas no dia 18 de março de cada ano. Até 1969, foi atribuído pelo Presidente da Câmara [br. Prefeito], em nome do Senado de Berlim. Em 1970, nenhum prémio de Artes de Berlim foi atribuído, devido ao escândalo ocorrido na cerimónia de entrega dos prémios a 18 de março de 1969, em que os vencedores do Prémio Fontane, Wolf Biermann, e do Prémio Literário Geração Jovem, Peter Schneider, entregaram publicamente os seus prémios à oposição extraparlamentar, como demonstração da divergência entre os representantes da ordem estabelecida e da Geração de 68. A partir deste momento, o prémio seria concedido pela Academia de Artes de Berlim Ocidental [hoje Academia de Artes de Berlim] de forma autónoma. No final do ano de 1970, a Academia determinou então novas diretrizes relativas à entrega dos prémios: desde 1971, os prémios são atribuídos sem a realização de uma cerimónia. Hoje em dia, já não são concedidos seis prémios, como antigamente, mas apenas dois Prémios de Artes de Berlim – Jubiläumsstiftung 1848/1949, atribuídos pela Academia de Artes, em nome do Estado de Berlim.
Em 1978, os dois prémios principais foram agregados num só, que desde então passou a ser atribuído todos os anos de forma alternada pelos seis departamentos da Academia. Assim, o prémio só é entregue pelo Departamento de Literatura de seis em seis anos. O Prémio de Artes de Berlim no valor de 15 000€ foi atribuído, desde 2002 até 2009, como “Prémio Fontane”. A partir de 2011, o até então Prémio de Artes de Berlim e Prémio Fontane do Departamento de Literatura são entregues com a designação de Grande Prémio de Artes de Berlim.

## Premiados
- 1949: Hermann Kasack
- 1951: Gerd Gaiser, Hans Werner Richter
- 1952: Kurt Ihlenfeld
- 1953: Edzard Schaper
- 1954: Albert Vigoleis Thelen
- 1955: Peter Huchel
- 1956: Hans Scholz
- 1957: Ernst Schnabel
- 1958: Günter Blöcker
- 1959: Gregor von Rezzori
- 1960: Uwe Johnson
- 1961: Martin Kessel
- 1962: Golo Mann
- 1963: Peter Huchel
- 1964: Arno Schmidt
- 1965: Victor Otto Stomps
- 1966: Walter Höllerer
- 1967: Walter Mehring
- 1968: Günter Grass
- 1969: Wolf Biermann
- 1972: Hans-Heinrich Reuter
- 1975: Hubert Fichte
- 1979: Alexander Kluge
- 1985: Brigitte Kronauer
- 1991: Gerhard Meier
- 1997: Wolfgang Hilbig
- 2003: Wilhelm Genazino
- 2004: Friedrich Christian Delius
- 2009: Emine Sevgi Özdamar
- 2015: Sherko Fatah

## Versão anterior do prémio
Já desde 1913 que um Prémio Theodor Fontane de Arte e Literatura tinha sido atribuído.
Os premiados (entre outros) foram:
- 1913: Annette Kolb
- 1914: Leonardo Frank
- 1915: Carl Sternheim - Entregou o prémio monetário a Franz Kafka.
- 1916: Alfred Döblin
- 1917: Paul Adler
- 1920: Gina Kaus
- 1922: Albert Paris Gütersloh

## Weblinks
- Preise, Stiftungen, Stipendien no site da Akademie der Künste [Prémios, Fundações e Bolsas de Estudo no site da Academia das Artes]